# Zapasy na Igrzyskach Afrykańskich 2007
Turniej w ramach igrzysk afrykańskich w 2007 roku rozegrano w dniu 15 lipca w Algierze w Algierii.

## Tabela medalowa
| Poz.   | Państwo                  |    |    |    | Łącznie |
| ------ | ------------------------ | -- | -- | -- | ------- |
| 1      | Egipt                    | 7  | 4  | 5  | 16      |
| 2      | Nigeria                  | 6  | 7  | 8  | 21      |
| 3      | Tunezja                  | 3  | 2  | 4  | 9       |
| 4      | Południowa Afryka        | 3  | 0  | 5  | 8       |
| 5      | Algieria                 | 1  | 6  | 3  | 10      |
| 6      | Senegal                  | 1  | 1  | 4  | 6       |
| 8      | Kamerun                  | 0  | 1  | 3  | 4       |
| 9      | Gwinea Bissau            | 0  | 0  | 3  | 3       |
| 10     | Wybrzeże Kości Słoniowej | 0  | 0  | 1  | 1       |
| razem: | razem:                   | 21 | 21 | 36 | 78      |

## Wyniki mężczyźni

### styl wolny
| Waga   | Złoto:               | Srebro:       | Brąz:                  | Brąz:                             |
| 55 kg  | Adama Diatta         | Joe Oziti     | Mohamed Ataya          | Fayçal Aoun                       |
| 60 kg  | Issac Boaz           | Hasan Madani  | Quintino Ntip          | Victor Solebadiatte               |
| 66 kg  | Heinrich Barnes      | Fred Jessey   | Mustafa Tammam         | Vanlier Gaston Bourges            |
| 74 kg  | Richard Addinall     | Melvin Bibo   | Jean Calvin Penka Olba | Augusto Midana                    |
| 84 kg  | Coenraad de Villiers | Lucky Opiah   | Mahmud as-Sajjid Ahmad | Ahmed Fortas                      |
| 96 kg  | Salih Imara          | Farid Djaout  | John Short             | Sinivie Boltic                    |
| 120 kg | Wilson Seiwari       | Samir Bukirra | Ryan Abrahams          | Hiszam Abd al-Wahhab Abd al-Mumin |

### styl klasyczny
| Waga   | Złoto:                      | Srebro:                     | Brąz:              | Brąz:            |
| 55 kg  | Karim Ibrahim as-Sajjid     | Billal Benbrih              | Henry Akinwale     | Maher Boutouri   |
| 60 kg  | Mohamed Zoghbi              | Muhammad Mustafa Abu al-Ila | Franklyn Ezem      | ----             |
| 66 kg  | Aszraf al-Gharabili         | Muhammad Sarir              | Hamza Louati       | Victor Oriakha   |
| 74 kg  | Ahmad Muhammad Abd as-Sadik | Zijad Ajt Ikram             | Ifenyi Ikwuaguri   | Richard Addinall |
| 84 kg  | Ahmad Mahmud Szakir         | Joe Agbonavbare             | Ahmed Fortas       | ----             |
| 96 kg  | Karam Dżabir                | Samir Bukirra               | Paul Ikpom         | ----             |
| 120 kg | Jasir Sakr                  | Mohamed Zebar               | Onyebuchi Ndubuisi | ----             |

## kobiety

### styl wolny
| Waga  | Złoto:             | Srebro:           | Brąz:                   | Brąz:             |
| 48 kg | Wassila Raouafi    | Sammy Oziti       | Rebecca Muambo          | Muna Samir Mahmud |
| 51 kg | Naziha Hamza       | Maria Musa        | Mpho Madi               | Isabelle Sambou   |
| 55 kg | Lovina Edward      | Hela Riabi        | Mendonca Jaciba         | Sonko Rokhyatou   |
| 59 kg | Tangi Oyins        | Khady Diatta      | Marwa al-Amiri          | ----              |
| 63 kg | Hellen Okus        | Doaa Ahmed Maher  | Melinda Marais          | ----              |
| 67 kg | Sumajja Bin Sasi   | Haja Faradż Jusuf | Becky Ademoh            | Euphrasie Sambou  |
| 72 kg | Amarachi Obiajunwa | Laure Ali         | Dżihad Ibrahim Muhammad | Natagha Djedje    |